# Elam (Bibel)
Mit dem Vornamen Elam werden in der Bibel mehrere Personen bezeichnet:
- Elam, Sohn Sems und damit Enkel Noachs, er ist der Urvater der Elamiter (Gen 10,21 EU, 1 Chr 1,17 EU)
- Elam, Sohn des Schischak aus dem Stamm Benjamin (1 Chr 8,24 EU)
- Elam, der fünfte Sohn des Meschelemjas, ein Nachkomme des Leviten Abiasaf (1 Chr 26,3 EU)
- mindestens zwei verschiedene Elam, Stammväter von Familien, die mit Serubbabel aus dem babylonischen Exil zurückkehrten (Esra 2,7 EU, Esra 2,31 EU, Esra 8,7 EU, Neh 7,12 EU, Neh 7,34 EU)
- Elam, der Großvater von Schechanja, welcher vorschlägt, alle fremdländischen Frauen fortzuschicken (Esra 10,1–44 EU)
- Elam, ein Gefährte Nehemias, der sich auf das Gesetz verpflichtet (Neh 10,15 EU)
- Elam, ein Levit, der bei der Einweihung der Mauern Jerusalems teilnahm (Neh 12,42 EU)